# Serge Blanc (violoniste)
Pour les articles homonymes, voir Serge Blanc et Blanc (homonymie).
Serge Blanc est un violoniste français né le 31 décembre 1929 à Paris et décédé le 29 juin 2013 à Neuilly-sur-Seine. Il est un enfant prodige, se produisant dès l'âge de 11 ans à Paris avec l'Orchestre Colonne et l'Orchestre Pasdeloup.

## Biographie

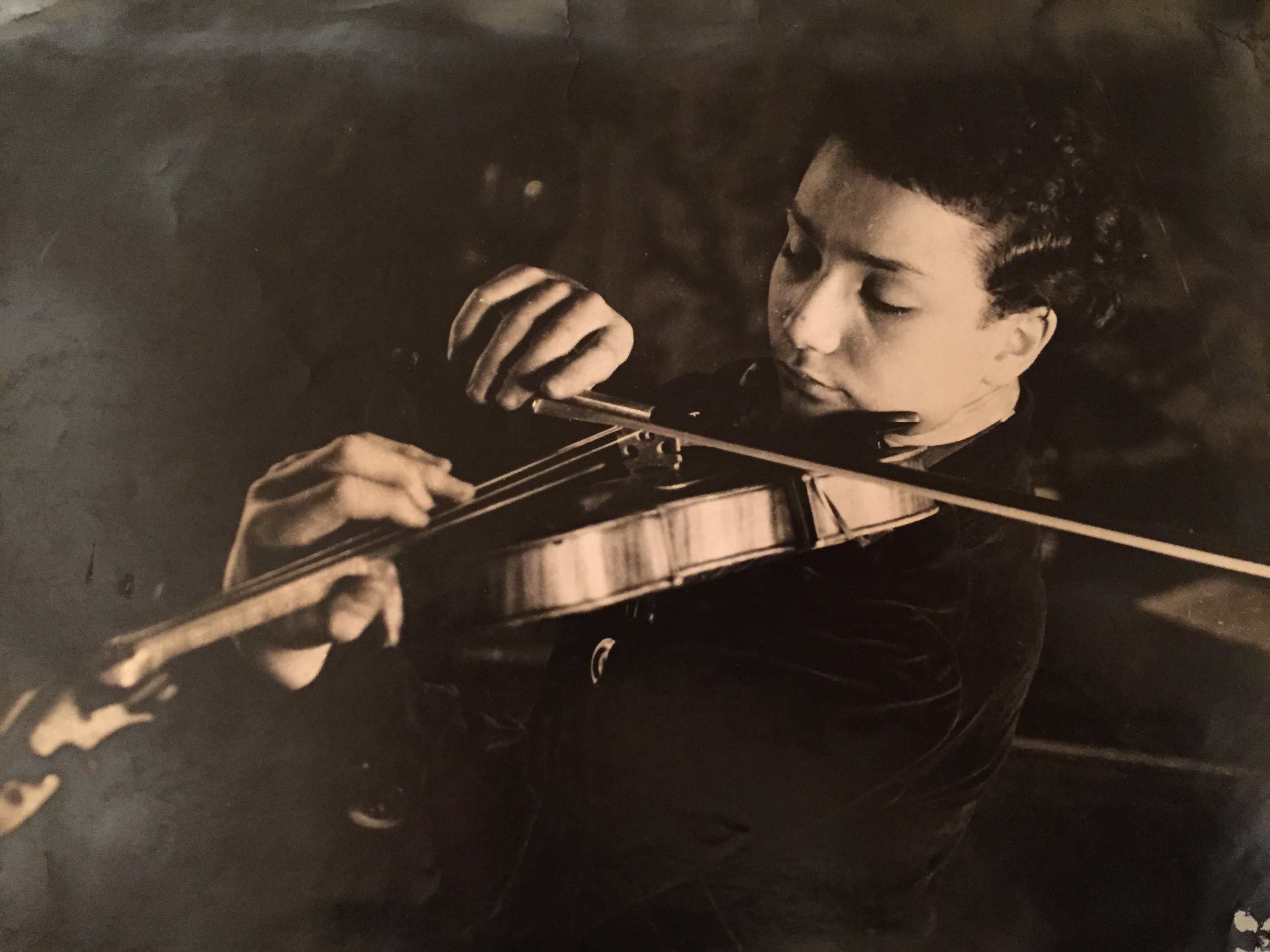
Serge Blanc, dans les années 1940

Serge Blanc commence l’étude de la musique et du violon à l’âge de six ans. Jeune prodige, il réussit le concours d’entrée au Conservatoire national supérieur de musique de Paris à l’âge exceptionnel de dix ans et entre dans la classe de Jules Boucherit. Il obtient le Premier Prix de violon trois ans plus tard, puis le Prix d’Honneur de Musique de Chambre.
De parents juifs d'origine roumaine, et alors qu'il vient de réussir le concours d'entrée au conservatoire, Serge Blanc est caché pendant les années d'occupation par son professeur Jules Boucherit (par la suite nommé Juste parmi les nations pour avoir protégé des juifs pendant la guerre,). Boucherit et le directeur du conservatoire de l'époque Claude Delvincourt, résistant, eurent même l'audace d'organiser des récitals publics pour le petit Serge Blanc au risque de leurs vies, alors que les juifs étaient pourchassés au cœur de la guerre et du Paris occupé par les nazis.
En 1941, à seulement onze ans, il joue en soliste avec l’Orchestre Colonne sous la direction de Louis Fourestier. À treize ans, il est engagé par l’Orchestre Pasdeloup et se présente au public parisien avec le Concerto en Ré majeur KV. 218 de Mozart et la Havanaise de Saint-Saëns. Il donne à quinze ans un autre récital à la Salle Gaveau pour lequel il obtient l’éloge unanime de la presse et des maîtres du moment, tels que Jacques Thibaud, avec lequel il a également travaillé, et Alfred Cortot avec lequel il joue en concert la sonate de Reynaldo Hahn et celle de Fauré.
Deux années de suite (1946-1947), Serge Blanc est envoyé en tournée officielle par le Ministère des Beaux Arts, pour représenter la musique française dans les autres pays européens. En 1949, il est lauréat du Grand prix international Marguerite Long - Jacques Thibaud. Il rencontre alors le célèbre violoniste et compositeur Georges Enesco dont il suivra longtemps les précieux conseils, avec lequel il joue en concert à la Salle Gaveau. Il travaille également avec Nadia Boulanger, suivant ses fameuses classes de la rue Ballu, avec laquelle il poursuivra des relations jusqu’au décès de celle-ci en 1979.

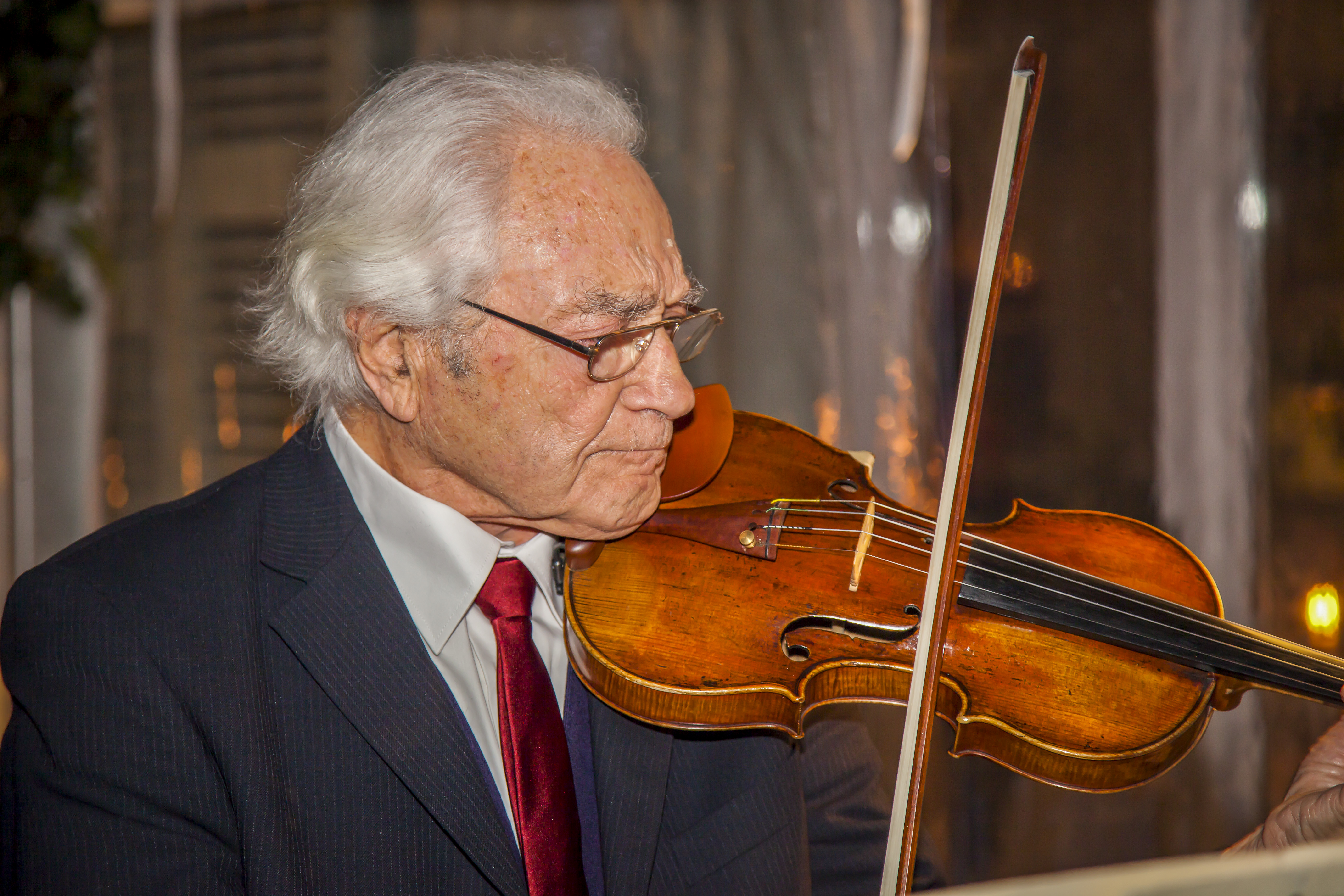
Serge Blanc, en décembre 2011

En 1952, Serge Blanc part aux États-Unis. Il est immédiatement engagé au Festival d’Été de Tanglewood organisé par le Boston Symphony Orchestra, où il joue sous la direction de Charles Munch. Il est réengagé l’année suivante et travaille avec Leonard Bernstein, dont il enregistrera plus tard pour la première fois en France la Sérénade pour violon et orchestre (en). Il obtient plusieurs bourses pour la Juilliard School of Music de New York dont il sera plus tard diplômé. Il y étudie la direction d'orchestre et suit les conseils du célèbre Ivan Galamian. La même année, il remporte le Prix Jasha Heifetz au Berkshire Music Center. Il rentre en France l’année suivante et fonde le Quatuor Serge Blanc. En 1958, il remporte le concours Enesco à Bucarest avec Pierre Vozlinsky.
Serge Blanc est profondément passionné par la musique de chambre. Il crée le Quatuor Pro Arte, puis le Trio Da Camera, avec lesquels il fait de nombreuses tournées de concert en France et à travers le monde avec comme partenaires, entre autres, la pianiste et compositrice Odette Gartenlaub, l'altiste Christos Michalakakos ou encore le compositeur et pianiste Antonio Ruiz-Pipó. Ce dernier écrit à son intention en 1987 un "Concerto pour Violon et Orchestre à cordes" qui lui sera dédié. En 1962 il entre à l’Orchestre de l’Opéra de Paris en tant que second violon solo.
En 1973, il est appelé à devenir directeur musical de l’Orchestre national de Radio France. Il y fait venir les plus grands chefs du monde, parmi lesquels Sergiu Celibidache, Lorin Maazel, Léonard Bernstein. Il quitte Radio France deux ans plus tard, et reprend sa place à l’Orchestre de l’Opéra de Paris où il restera jusqu’à sa retraite.

## Pédagogie
Parallèlement à sa carrière de musicien, Serge Blanc poursuit une activité pédagogique intense : il est professeur à l’École normale de musique de Paris où il crée la classe de musique de chambre, professeur de violon et de musique de chambre au Conservatoire supérieur de Paris, et donne des cours privés où il enseigne surtout la musique de chambre.
Durant les années d'enseignement qu'il a reçu de son maître Georges Enesco, Serge Blanc a rassemblé et annoté les indications violonistiques, techniques et d'interprétation pour ce qu'Enesco appelait « l'Himalaya des violonistes » : les Sonates et partitas pour violon seul de Jean-Sébastien Bach.
Après les avoir enseignées lui-même pendant plus d'un demi-siècle, il les a rassemblées dans un seul document commenté, avec sonorités, phrasés, tempi, musicalité, doigtés, expressions, aboutissement du travail de toute une vie du maître, considéré comme l'un des meilleurs interprètes de cette œuvre.